# 구엘프 1세

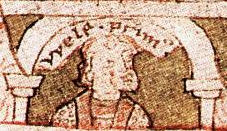
Historia Welforum에 실린 구엘프 1세 초상화
(1170년경 작품)

구엘프 1세 또는 벨프 1세(? - 825년 9월 3일)는 프랑크 왕국의 귀족으로 바이에른의 공작 겸 알트도르프(Altdorf)의 백작이었다. 독일의 유력 귀족 가문인 벨프 가문의 중시조격이었다.
게르만 부족장 출신으로 일설에는 그의 선대는 클로디오의 형제인 아달베르라 하나 정확하지는 않다. 다른 설로는 서로마 제국을 붕괴시킨 오도아케르의 아버지였던 에디코(Edeko, 469년 사망)가 이 가문의 알려진 오래된 선조라는 설이 있다. 에디코는 스키리 족 출신으로, 훈 족 아틸라의 추종자였다. 그의 집안은 슈바벤 출신으로 추정된다. 부인은 작센의 헤드비가로 작센백작 이셈베르트( Isambart)의 딸이자 스폴레토 공작 힐데프란트의 손녀이며, 826년경 셀레스 수녀원(Chelles Abbess)의 원장이었다.
그는 알트토르프와 슈바벤의 변경백이었고, 어머니 헤드비가로부터는 상부 슈바벤(Upper Swabia)의 영지를 물려받아 일대의 강력한 귀족이 되었다. 그의 정확한 행적은 알려진 것이 없고, 연대기에는 이름만 간략하게 언급된다. 동프랑크와 11 ~ 12세기 독일의 유력 가문이었던 고 벨프 가문의 일원으로, 819년 딸 유디트를 경건왕 루트비히의 후처로, 820년 혹은 826년 다른 딸 엠므를 독일왕 루트비히에게 시집보내 양대에 걸쳐서 혼인관계를 형성했다. 그는 사실상 벨프 가문을 일으킨 사실상의 중시조격인 인물이었다.
그의 손자 콘라트와 벨프 2세는 각각 부르군드의 벨프 왕가와 독일의 벨프 공작가의 시조가 된다. 구엘프는 동프랑크의 카를로만 3세, 루트비히 3세, 카를 3세와 서프랑크의 카를 2세, 이탈리아 왕 베렝가리오 1세의 생모 기셀라의 외할아버지였다. 그가 죽자 아내 작센의 헤드비가는 프랑스 파리시 근처의 셀레스 수녀원(Chelles Abbess)으로 은퇴하였다.

## 참고 자료
- Gerhard Seeliger, "Conquiste e incoronazione a imperatore di Carlomagno", cap. XII, vol. II (L'espansione islamica e la nascita dell'Europa feudale) della Storia del Mondo Medievale, pp. 358–396.
- Gerhard Seeliger, "Legislazione e governo di Carlomagno", cap. XIV, vol. II (L'espansione islamica e la nascita dell'Europa feudale) della Storia del Mondo Medievale, pp. 422–455.
- René Poupardin, Ludovico il Pio, in «Storia del mondo medievale», vol. II, 1979, pp. 558–582

## 같이 보기
- 바이에른
- 독일왕 루트비히
- 경건왕 루트비히
- 카를 2세
- 카를로만 3세
- 콘라트 1세